# Incap
Incap Oyj est une société de fabrication de circuits imprimés électroniques dont le siège est à Helsinki en Finlande.

## Présentation
Incap Oyj assure la production de circuits imprimés en volume faible ou moyen.
Incap Oyj est équipée des machines de dernière technologie et l'infrastructure est capable de produire des produits conformes a la directive RoHS.
Fondée en 1992, Incap est cotée à la Bourse d'Helsinki depuis le printemps 1997.
En 2000, Incap a fondé une filiale Incap Electronics Estonia OÜ à Kuressaare et en 2006, une filiale Incap Contract Manufacturing Pvt. Ltd. à Bangalore.

## Actionnaires
Au 29 février 2020, les 10 plus grands actionnaires d'Incap étaient:
| #   | Actionnaire                   | Actions | %     |
| --- | ----------------------------- | ------- | ----- |
| 1.  | Oy Etra Invest Ab             | 853 000 | 19,54 |
| 2.  | Nordea Henkivakuutus Suomi Oy | 581 260 | 13,32 |
| 3.  | Joensuun Kauppa Ja Kone Oy    | 375 513 | 8,60  |
| 4.  | Laakkonen Mikko Kalervo       | 218 257 | 5,00  |
| 5.  | Ilmarinen oy                  | 195 981 | 4,49  |
| 6.  | Mandatum Life                 | 150 104 | 3,44  |
| 7.  | K22 Finance Oy                | 134 100 | 3,07  |
| 8.  | Kakkonen Kari Heikki Ilmari   | 100 000 | 2,29  |
| 9.  | Jmc Finance Oy                | 66 332  | 1,52  |
| 10. | Kontino Invest Oy             | 56 440  | 1,29  |